# クレムリ

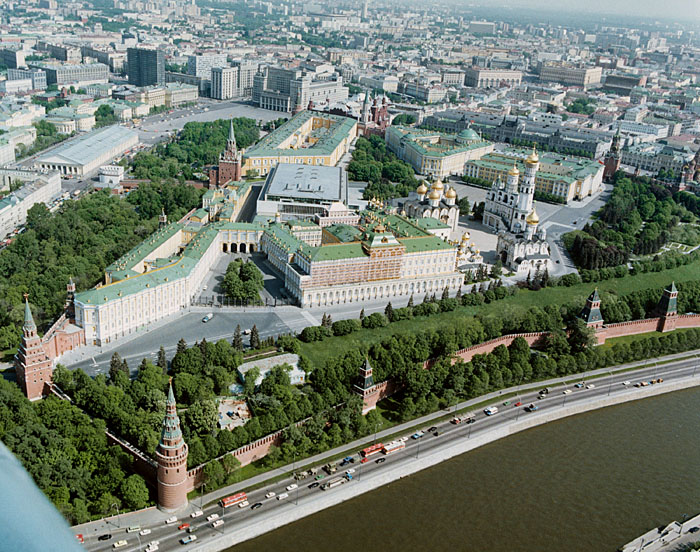
モスクワのクレムリ

クレムリ（ロシア語: кремльクリェームリ；ラテン文字表記の例:kreml'）とは、ロシア語で「要塞」「城塞」「城」を意味する語。年代記の1317年の条に、トヴェリの城塞建築の際に「クレムニク」（кремник）の名で初出するが、その語源には諸説あり、「縁」や「柵」を意味する古いスラヴ語に由来するとの説のほか様々な説が唱えられている。クレムリン（kremlin）という呼び方も一般的であるが、ロシア語から見れば正しくない。

## 様々なクレムリ

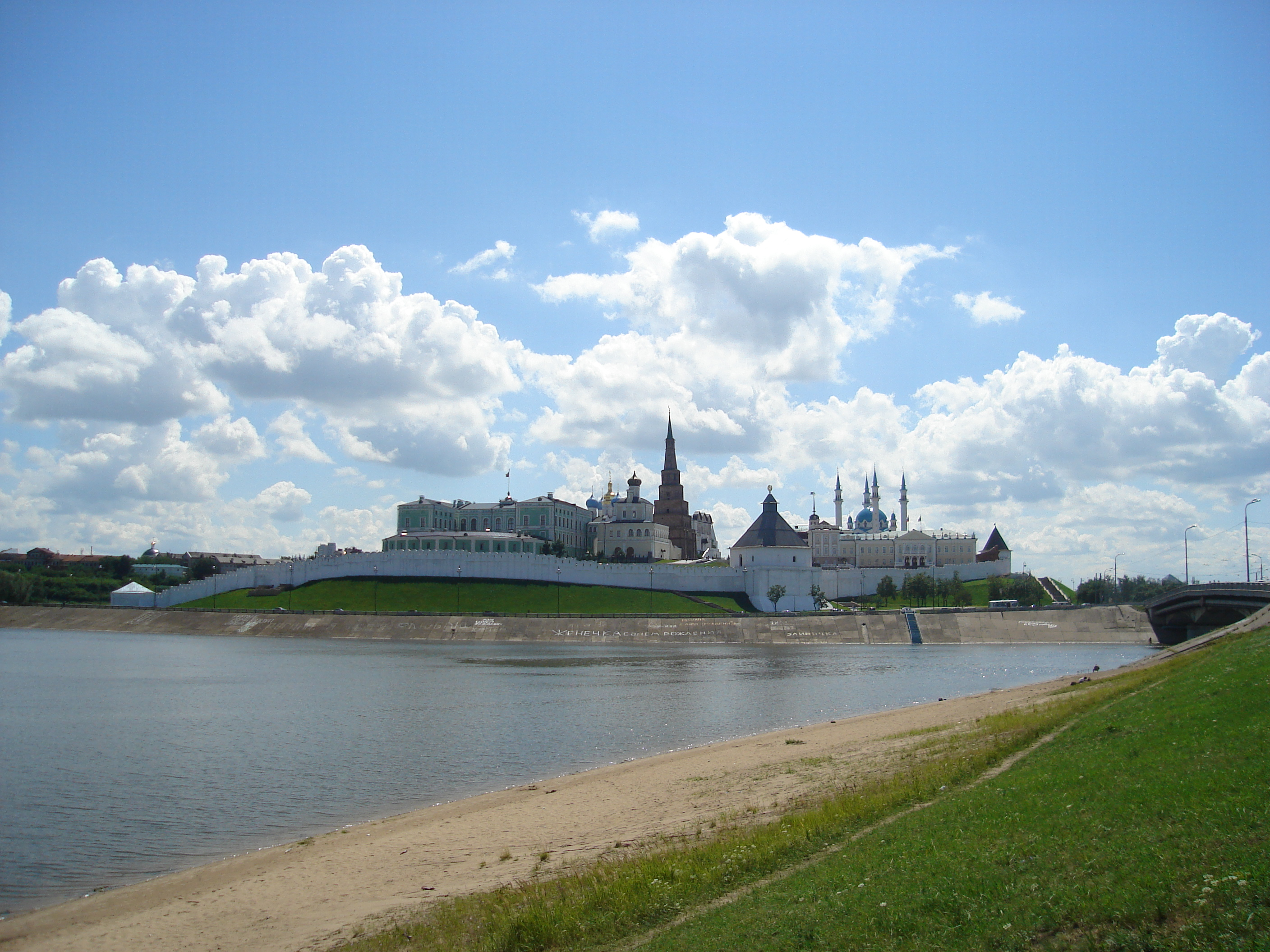
カザンのクレムリ

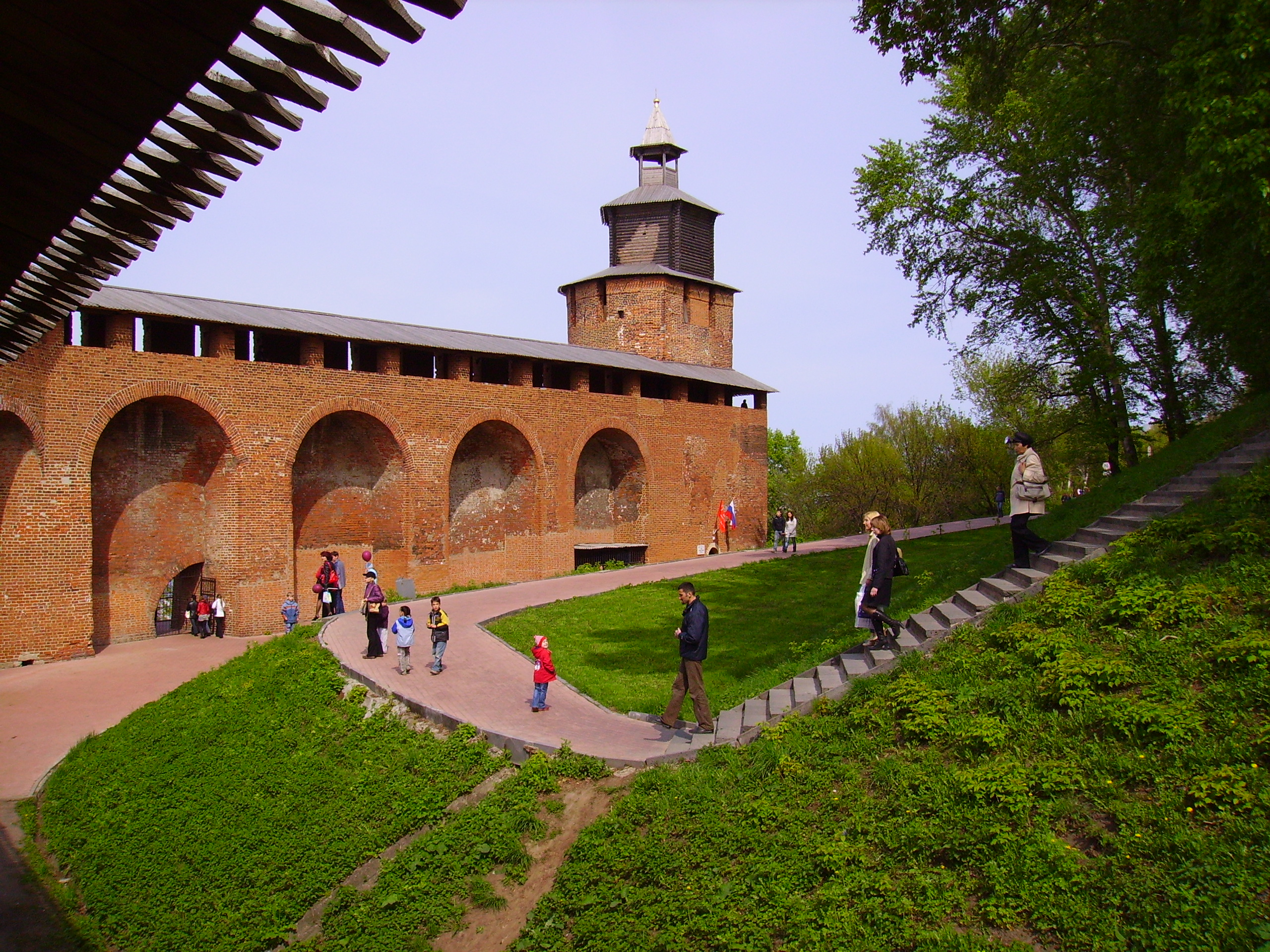
ニジニ・ノヴゴロドのクレムリ

ロシアの歴史ある都市の中心部には、城壁や塔などを巡らせて要塞化した建築物群がみられるが、これらはクレムリと呼ばれる。クレムリは近くに川や湖など自然の障害物のある丘の上に建てられ、クレムリ内部には攻城戦に備えた武器弾薬庫のほか、大聖堂、工房、宮殿、政庁舎など、貴族らによる支配の中心となる施設があった。市場町（ポサード）はクレムリの外に広がるが、さらに市街地全体も城壁で囲まれている場合もあった。
現在クレムリと呼ばれている建物の中には、本来の意味のクレムリである都市の防護用の城塞でなく、国境地帯などに設けられた軍の前哨を前身とするものもある（たとえばレニングラード州のシュリッセリブルクやイヴァンゴロドなどにあるクレムリは、もともと北西部辺境の前哨地であった）。また、要塞化された修道院を指してクレムリと呼ぶこともある（たとえばヤロスラヴリの顕栄修道院、白海のソロヴェツキー修道院、セルギエフ・パサドの至聖三者聖セルギイ大修道院など）。ヴォログダやロストフのクレムリは主教の住まいを要塞化したものだった。
「クレムリン」の語は、ロシアに数あるクレムリの中でも最も知名度が高いクレムリであるモスクワのクレムリを指して使われることも多い。モスクワのクレムリはモスクワ川に面した河岸段丘上に建てられ、歴代のモスクワ大公やロシア皇帝により宮殿や聖堂などが増築されていった。かつてモスクワのクレムリにはソビエト連邦共産党の中枢があったため、「クレムリン」はソ連首脳部の代名詞でもあった。現在ロシア大統領府はモスクワのクレムリにあるが、ロシア連邦政府はクレムリ外の建物を使っている。

## クレムリの歴史

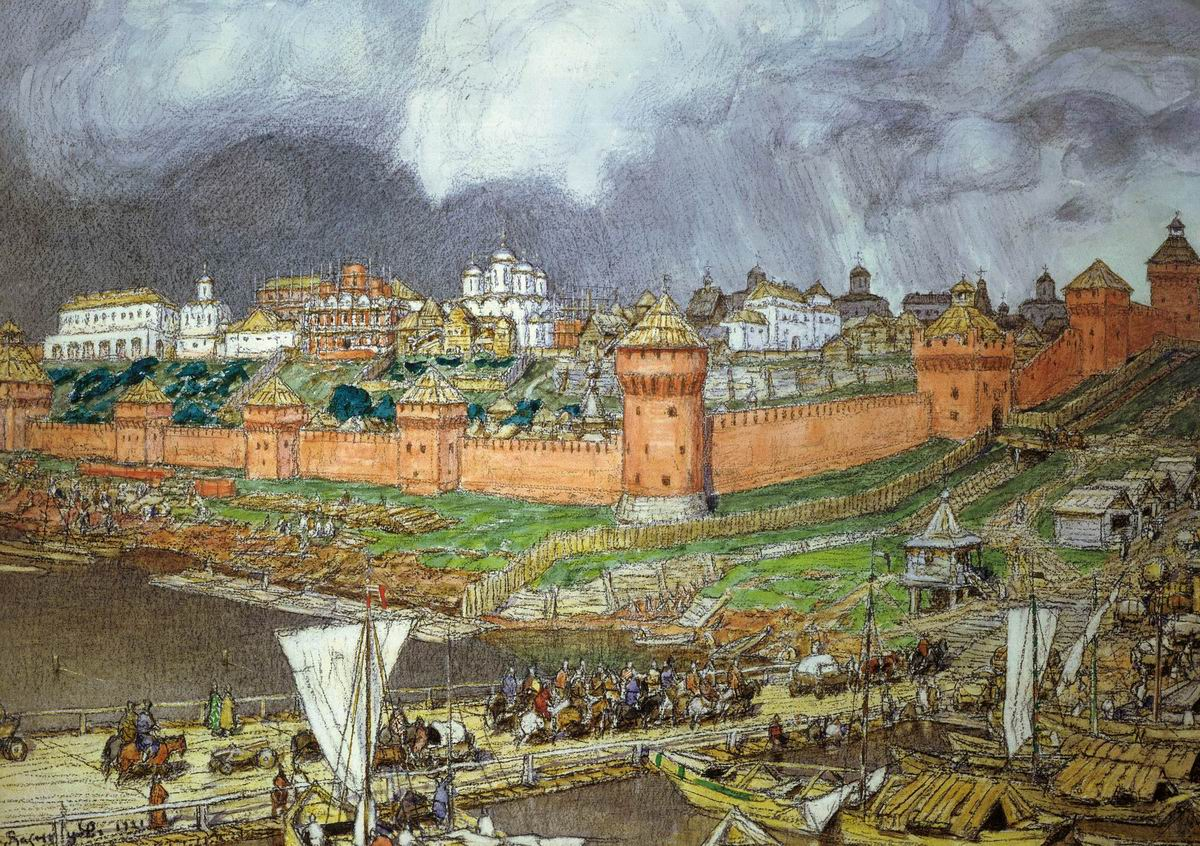
イヴァン3世時代のモスクワ・クレムリン、アポリナリー・ヴァスネツォフ

中世初期のルーシの町は、水の豊富な開けた場所に建てられていた。町は濠を周りにめぐらせ、木造の壁や塔で中の家々を守っており、街並みや聖堂も木造だった。木造の砦はスラヴ諸国やスカンディナヴィアには古くからみられる伝統だが、13世紀頃からは石造の城壁や建物もみられるようになった。こうした要塞を指すより古い言葉としてデティネツがあるが、次第にクレムリという表現にとってかわった。

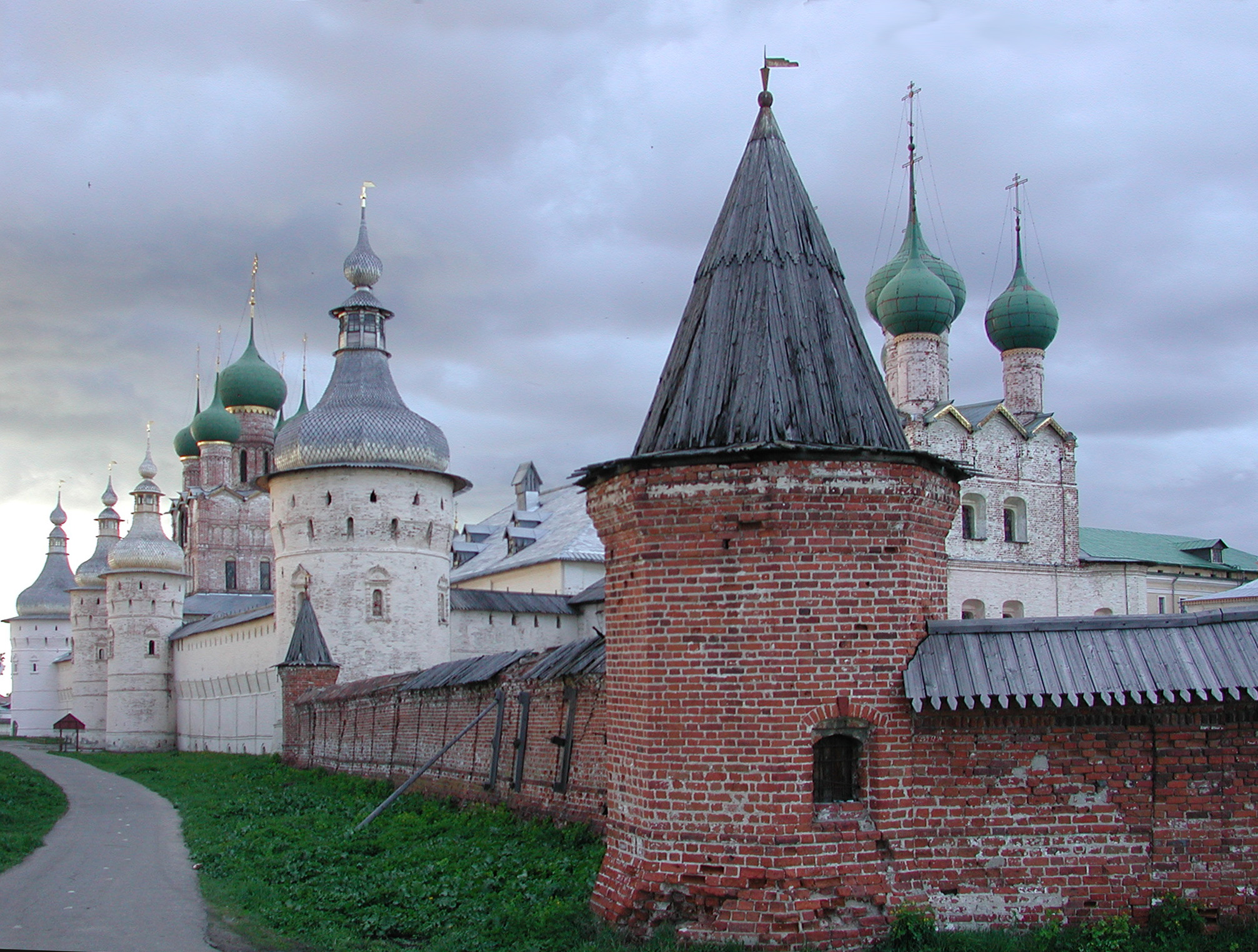
ロストフのクレムリ

13世紀前半のモンゴル帝国の襲来でロシア南部や東部の都市は破壊され、木造や石造の城塞も破壊された。その後のロシアのクレムリはモンゴル人やタタール人などとの戦いの中で洗練されていった。ロシア北西部のプスコフ州やノヴゴロド州にはモンゴル襲来以前の要塞の様式も残るが、これらの土地では西方のリトアニアやポーランドによる襲撃が頻繁に起こり、多数の前哨がプスコフ周囲の国境地帯に築かれた。
都市や国土の防衛が急がれる際には建設期間が短くすむ木造のクレムリも造られたが、やがて既存のクレムリは石やレンガで補強されるようになっていった。
クレムリの建設は17世紀から18世紀頃まで行われていた。しかし18世紀から19世紀にかけてクレムリは軍事上の重要性を失い、新古典主義建築による都市改造などとともに撤去されるクレムリも多くなった。

## クレムリの一覧
- 世界遺産に登録されているもの
  - モスクワのクレムリ
  - ノヴゴロドのクレムリ
  - カザンのクレムリ
  - スーズダリのクレムリ

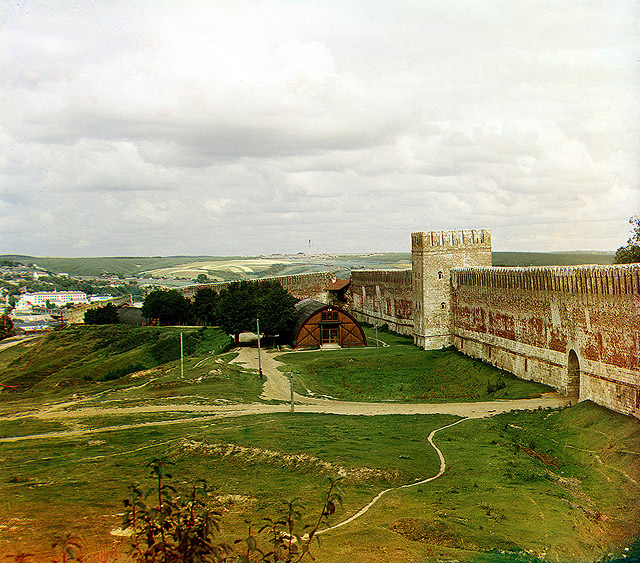
スモレンスクのクレムリ

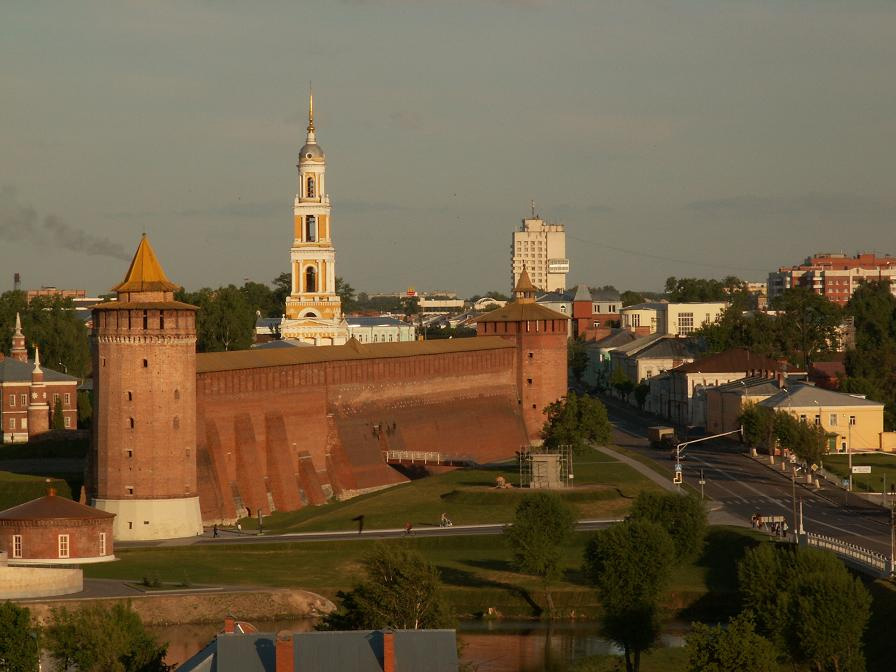
コロムナのクレムリ

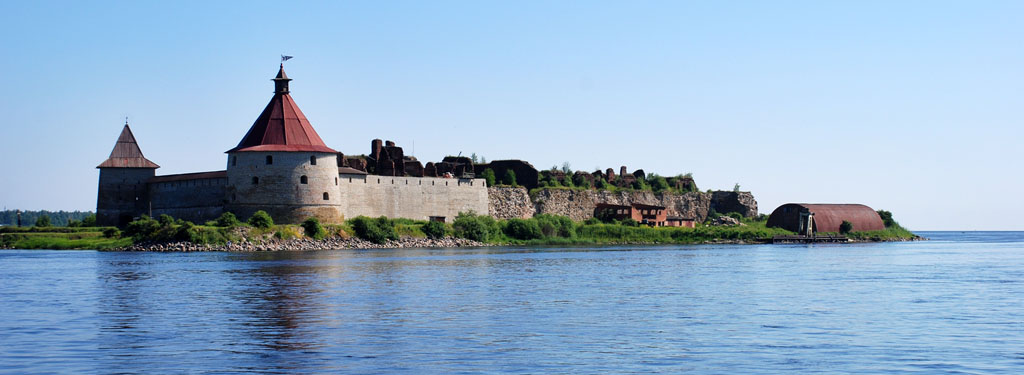
シュリッセリブルクのオレシェク要塞

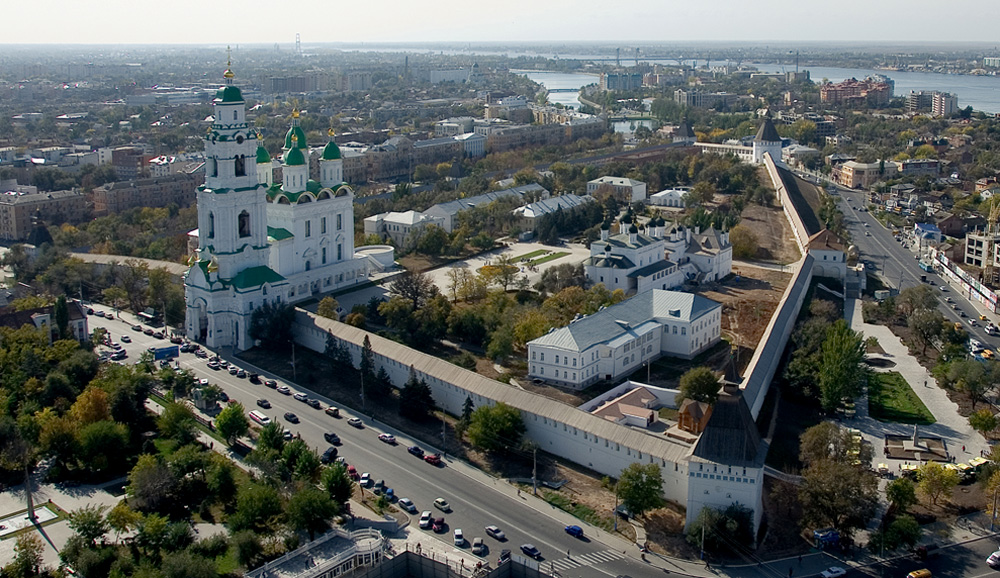
アストラハンのクレムリ

  - ソロフキのクレムリ（ソロヴェツキー修道院）
  - セルギエフ・パサドのクレムリ（至聖三者聖セルギイ大修道院）
  - シュリッセリブルク（オレシェク） - レニングラード州の前哨（サンクトペテルブルク歴史地区と関連建造物群）

- 現存するもの
  - アストラハン
  - コロムナ
  - ニジニ・ノヴゴロドのクレムリ
  - プスコフ
  - ロストフ
  - スモレンスク
  - トボリスク
  - トゥーラ
  - ザライスク
  - イヴァンゴロド - レニングラード州の前哨
  - スタラヤ・ラドガ
  - アレクサンドロフ
  - ペチョールィ（プスコヴォ・ペチェルスキー修道院）
  - キリロフ（キリロ・ベロゼルスキー修道院）
  - プリオゼルスク（コレラ要塞）

- 廃墟となっているもの
  - グドフ - プスコフ州の前哨
  - イズボルスク - プスコフ州の前哨
  - ポルホフ - プスコフ州の前哨
  - セルプホフ
  - ヴェリーキエ・ルーキ
  - トルジョーク
  - モジャイスク
  - コポリェ - レニングラード州の前哨
  - ヴャジマ（塔が一つ現存）
  - シズラニ（塔が一つ現存）

- 城壁のないもの
  - ウラジーミル
  - ドミトロフ
  - リャザン
  - ヴォログダ
  - ヤロスラヴリ
  - ペレスラヴリ・ザレスキー
  - キーロフ（旧称ヴャトカ）

- 遺構のみ
  - ボロフスク
  - オポーチカ - プスコフ州の前哨
  - ズヴェニゴロド
  - スタロドゥーブ
  - トヴェリ - モスクワ大公国により破壊される
  - スクニャティノ - 1930年代にヴォルガ川のウグリチ・ダム建設により水没
  - キンギセップ（ヤマ要塞） - レニングラード州の前哨
  - ラドネジ（都市遺跡、現在はセルギエフ・パサド近郊の村落）
  - 旧リャザン（モンゴル軍により破壊される。現在のリャザンの60km南東）

- 不明
  - オストロフ - プスコフ州の前哨
  - ヴォロコラムスク

## ギャラリー

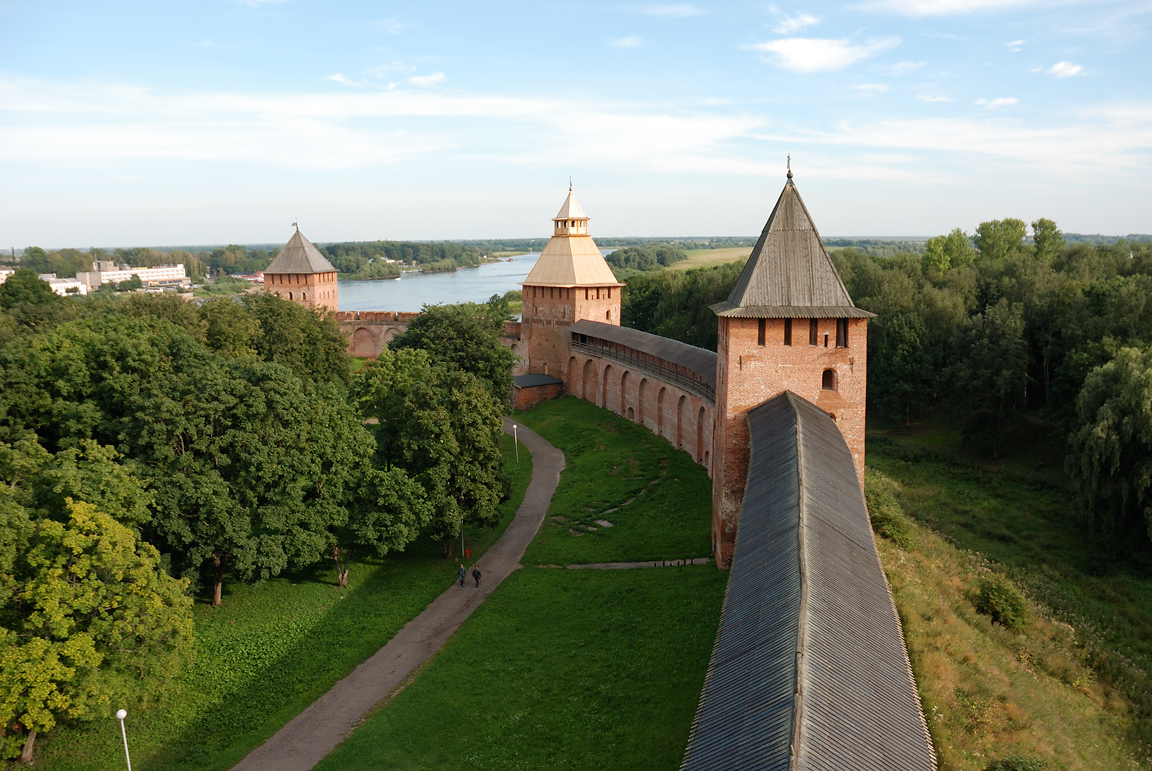
ノヴゴロドのクレムリ
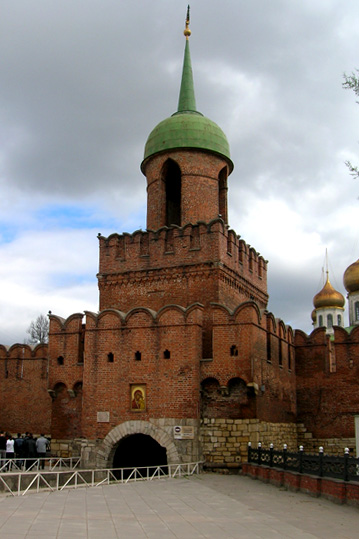
トゥーラのクレムリ
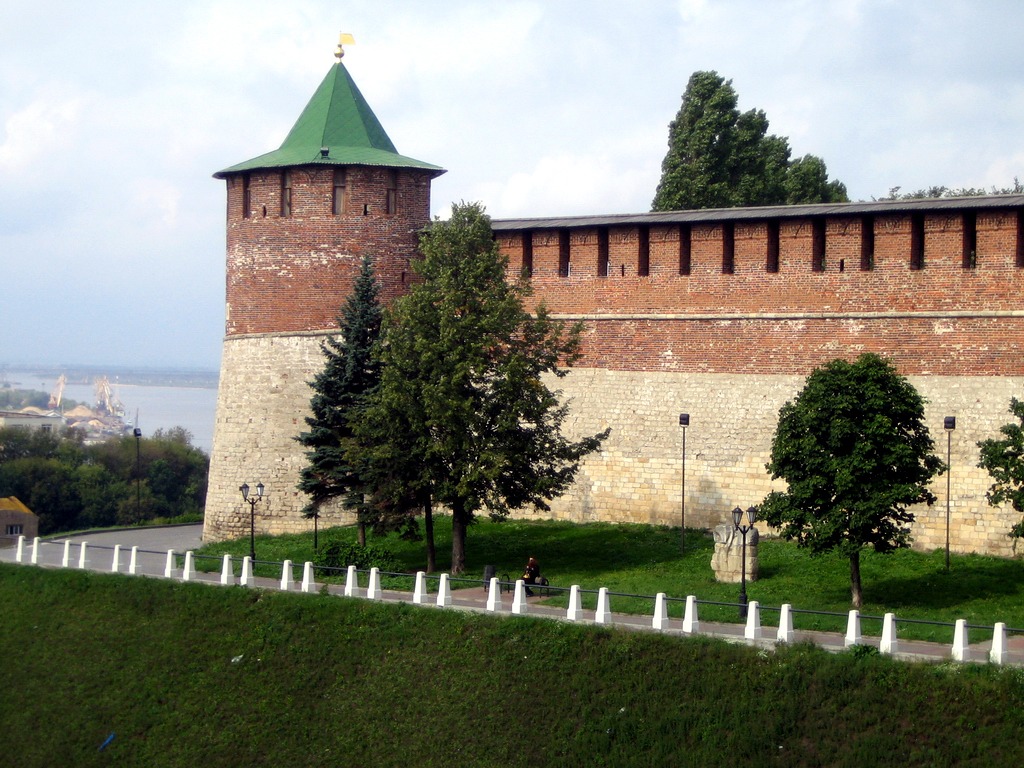
ニジニ・ノヴゴロドのクレムリ
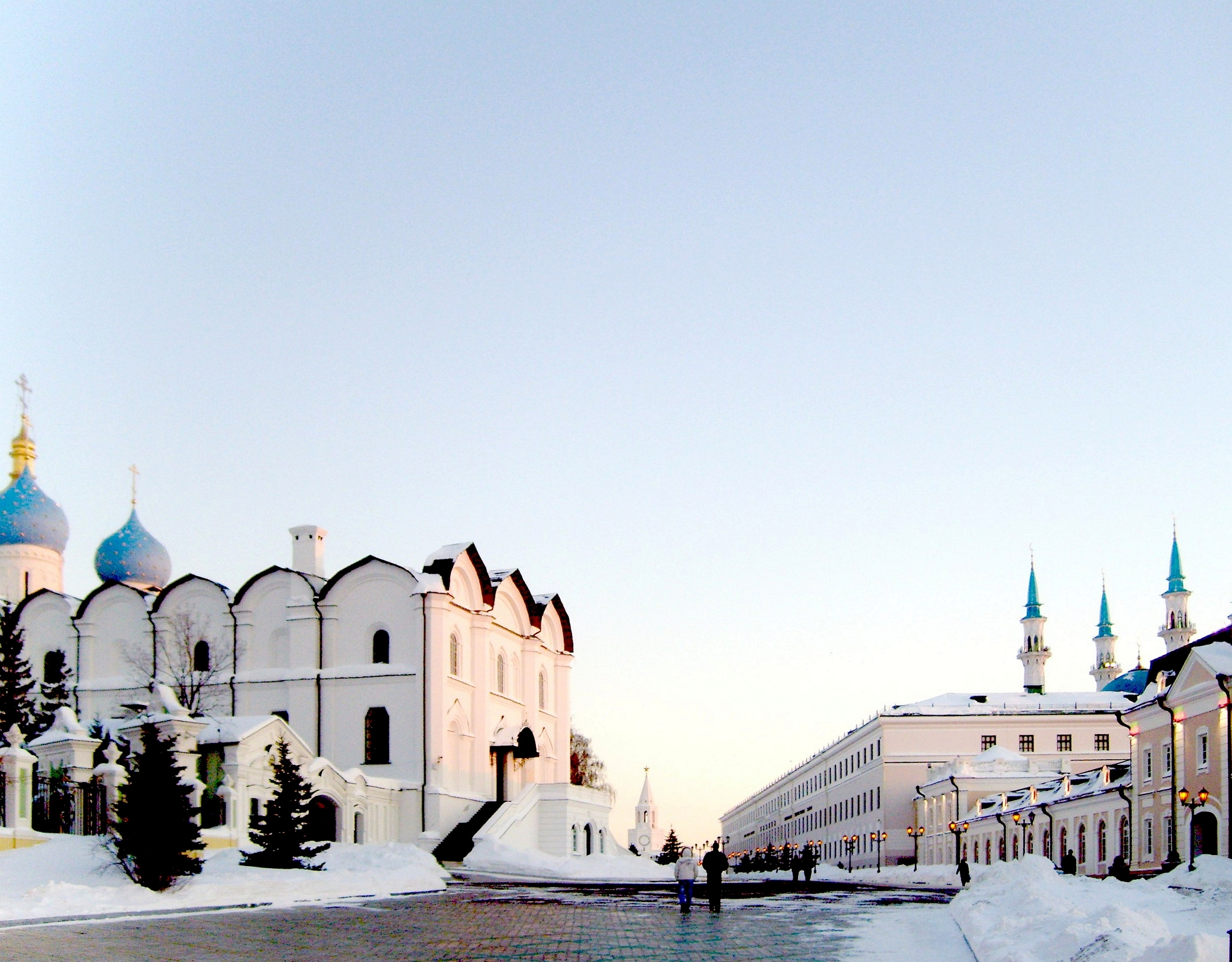
カザンのクレムリ内部
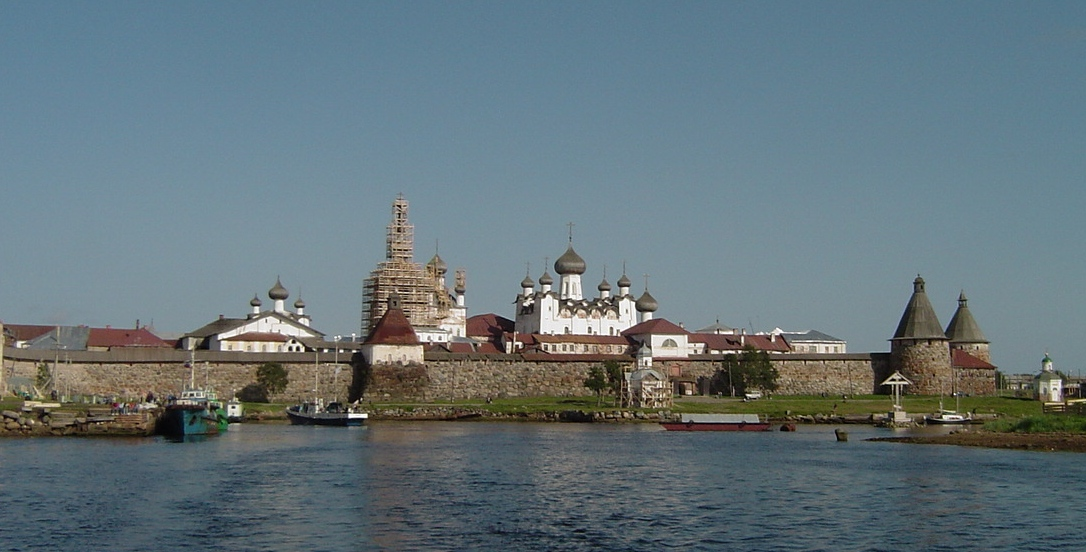
ソロフキのクレムリ（ソロヴェツキー修道院）
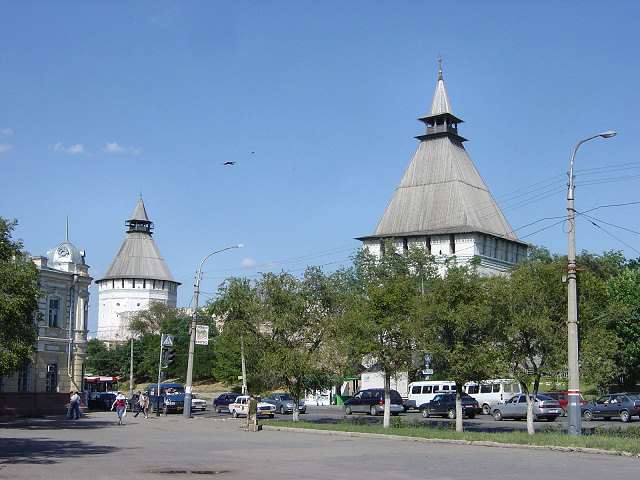
アストラハンのクレムリ
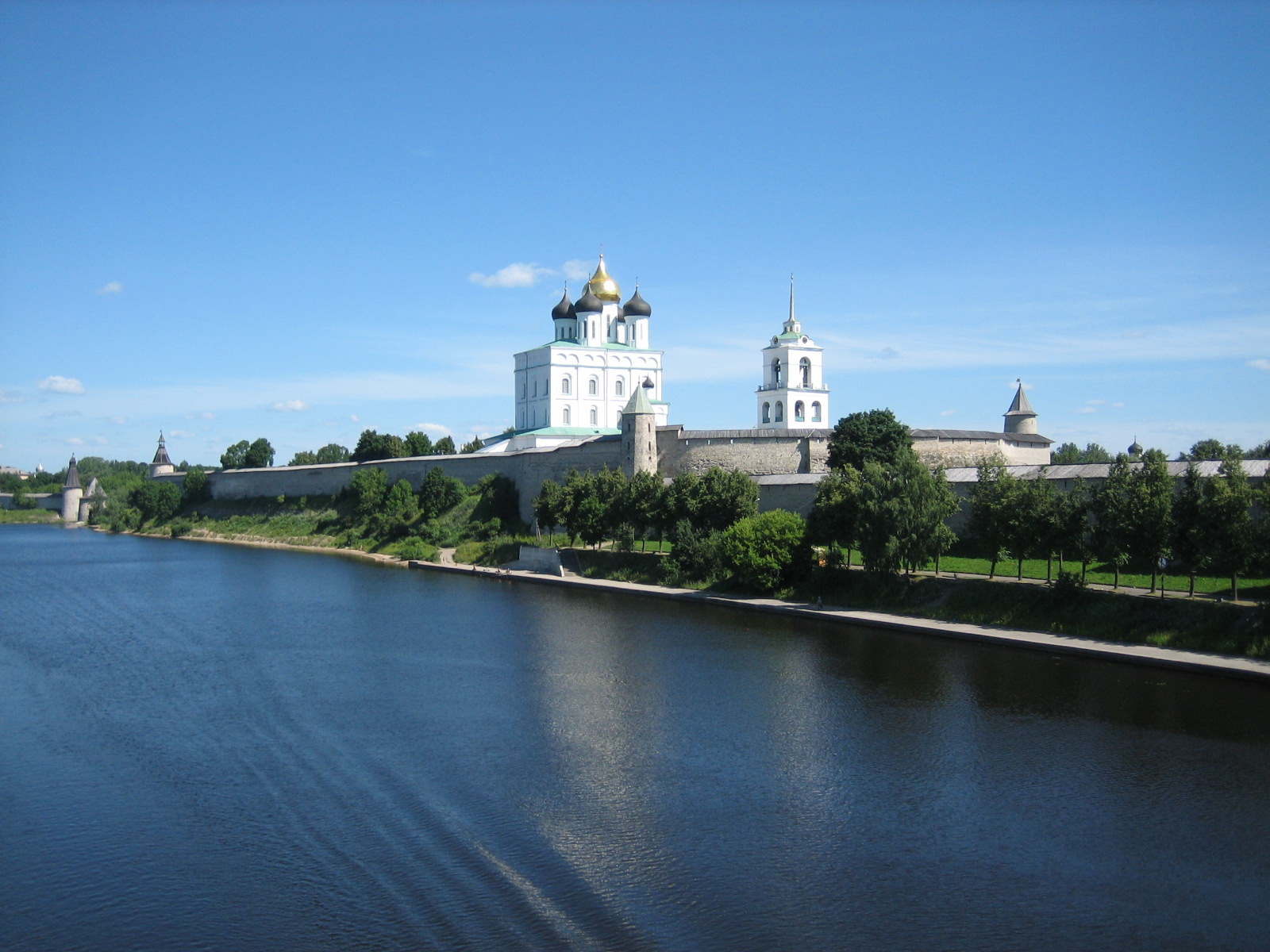
プスコフのクレムリ。内部には至聖三者大聖堂がそびえる
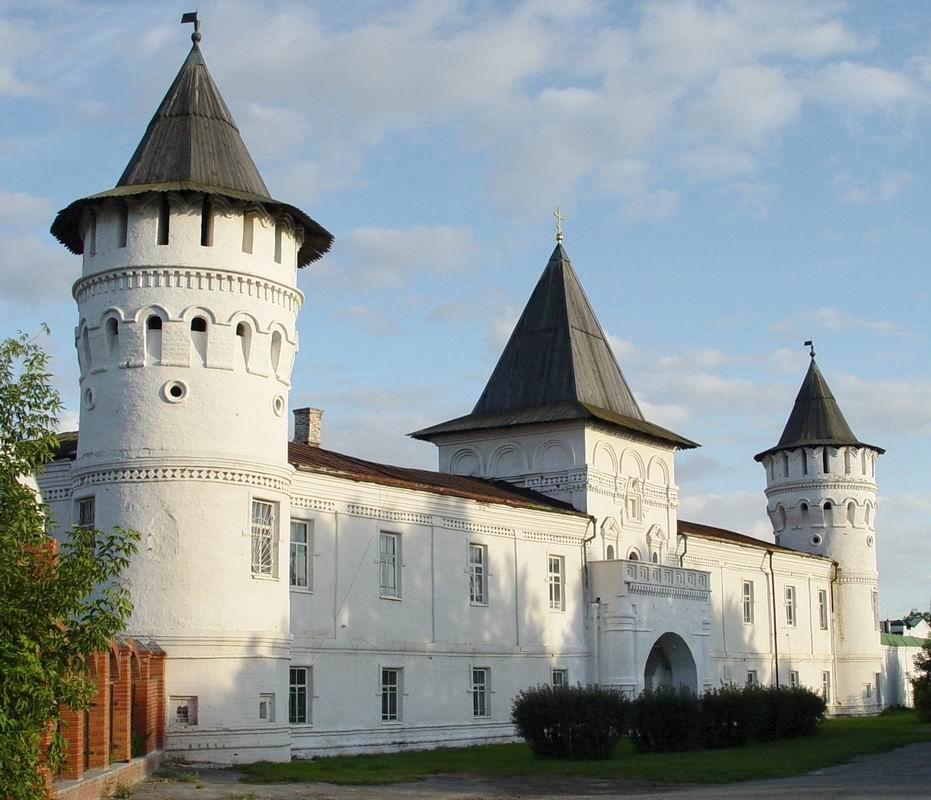
トボリスクのクレムリ
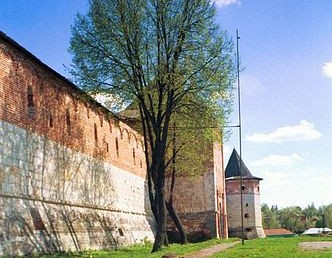
ザライスクのクレムリ
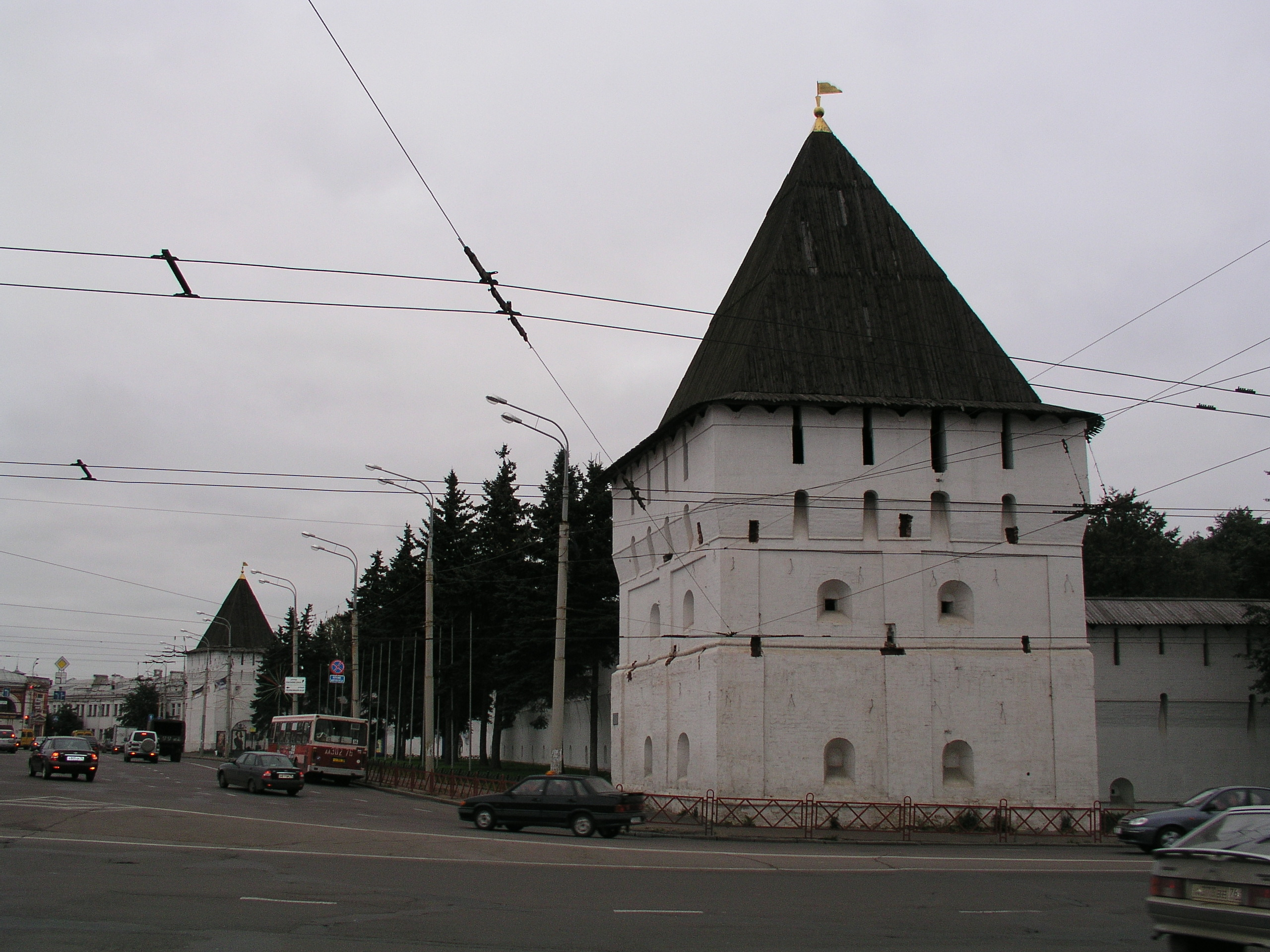
ヤロスラヴリのクレムリの残存する塔